# Dry Hire
Als Dry Hire bezeichnet man das Anmieten von technischen Geräten, meist für Medienproduktionen oder Bühnenveranstaltungen, ohne dabei weitere Leistungen wie Bedienung oder Auf- und Abbau in Anspruch zu nehmen. In der Regel verfügt der Mietende selbst über einen Materialpool sowie ausreichend geschultes Personal. Er verwendet die gemieteten Gegenstände, um größere Aufträge durchführen oder speziellen Anforderungen und Kundenwünschen entsprechen zu können.

## Veranstaltungstechnik
In der Veranstaltungstechnik ist bei Dry-Hire-Anbietern in der Regel ein großes Sortiment technischer Geräte aus den Kategorien Licht-, Ton-, Bühnen- und Medientechnik im Angebot, welche gegen eine Leihgebühr entliehen und selbst abgeholt werden können.
Bei Tourneen wird oftmals nur ein kleiner Teil der technischen Ausrüstung von der zuständigen Firma mitgenommen, der größte Teil wird vor Ort zugemietet.

### Lichttechnik
Bei Konzertveranstaltungen wird oft zusätzlich zu einer Firma für Veranstaltungstechnik ein selbstständiger Lichtgestalter beauftragt, der für den kreativen Teil der Lichttechnik verantwortlich ist. Dabei plant er die Lichtshow, ohne Rücksicht auf die verfügbaren Materialien der Veranstaltungstechnik-Firma nehmen zu müssen. Dadurch kann er freier und kreativer planen. Die fehlenden Materialien werden dann bei einem Dry-Hire-Anbieter zugemietet und am Ende der Tournee zurückgegeben.

### Bühnenbau
Bei großen Veranstaltungen wie Festivals, wo viele große Bühnen gebraucht werden, wird oftmals Bühnenmaterial wie Traversen zugemietet, um die Größe des Projekts stemmen zu können.

### Tontechnik
Die Tontechnik für Konzertveranstaltungen wird oftmals zugemietet, da die Anforderungen an die Venues, d. h. Veranstaltungsorte, sehr verschieden sein können.

### Medientechnik
Medientechnik wie Kameras, Bildmischer, Übertragungswagen oder andere Einrichtungen, die für eine Veranstaltung benötigt werden, wird oftmals wegen ihrer immensen Anschaffungspreise von einem Anbieter vor Ort zugemietet.

## Medienproduktion
Bei großen Produktionen wie Live-Veranstaltungen, die übertragen werden, oder Filmproduktionen wird oft Kameratechnik wie Objektive, Kamerakrane oder Dollys zugemietet.

## Weblink
- BET-Fachwörterbuch